# Патч, Александер
Александер Маккаррелл Патч (англ. Alexander McCarrell Patch; 23 ноября 1889 — 21 ноября 1945) — американский военный деятель, четырёхзвёздный генерал, известный благодаря своей службе во время Второй мировой войны. Окончил Академию в Вест-Пойнте, служил пехотным офицером во время Первой мировой войны.
Родился в Форт-Хуачуке (штат Аризона) в семье военного. В 1909 году поступил в Военную академию в Вест-Пойнте, по окончании которой в 1913 году был распределён в пехоту. После вступления США в Первую мировую войну принял участие в боях во Франции.
В 1939 году, перед началом Второй мировой войны, Патч был произведён в бригадные генералы и направлен в Форт-Брэгг (Северная Каролина) наблюдать за подготовкой новобранцев. 10 марта 1942 года был произведён в генерал-майоры и отправлен в юго-западную часть Тихого океана для укрепления обороны Новой Каледонии, где он сформировал дивизию «Америкал». В декабре 1942 года был поставлен во главе XIV корпуса и принял участие в битве за Гуадалканал.
После успехов на Тихом океане Патч был переведён на Европейский ТВД, где принял командование над 7-й армией. 15 августа 1944 года войска под его командованием высадились в южной Франции, после чего произведённый 18 августа в генерал-лейтенанты Патч повёл их в наступление вверх по долине Роны, и 9 сентября в районе Дижона они встретились с 3-й армией, наступавшей из Нормандии. Весной 1945 года 7-я армия вступила в южную Германию. В апреле 1945 года Патч участвовал во взятии Нюрнберга, а в мае — Мюнхена, после чего появился на обложке журнала Times.
Умер через несколько месяцев после окончания войны от пневмонии. В 1954-м был посмертно произведён в полные генералы.